# باب نیوهارت
جرج رابرت نیوهارت (انگلیسی: George Robert Newhart؛ ۵ سپتامبر ۱۹۲۹ – ۱۸ ژوئیه ۲۰۲۴) کمدین و بازیگر آمریکایی بود. او با آغاز کار خود به عنوان یک استندآپ کمدین، حرفه خود را به بازیگری در تلویزیون تغییر داد. او جوایز متعددی از جمله سه جایزه گرمی، یک جایزه امی و یک جایزه گلدن گلوب دریافت کرد. در سال ۲۰۰۲، جایزه مارک تواین برای طنز آمریکا به او داده شد.
باب نیوهارت در ۱۸ ژوئیه ۲۰۲۴، در سن ۹۴ سالگی درگذشت.

## گزیده فیلم‌شناسی
از فیلم‌ها یا برنامه‌های تلویزیونی که وی در آن نقش داشته است می‌توان به آثار زیر اشاره کرد:
| سال   | عنوان                                   | نقش                                                         | توضیحات                                                  |
| ----- | --------------------------------------- | ----------------------------------------------------------- | -------------------------------------------------------- |
| ۱۹۶۲  | جهنم برای قهرمانان است                  | Pvt. Driscoll                                               | A World War II drama with a comedic monologue by Newhart |
| ۱۹۷۰  | در یک روز آفتابی همه‌جا را می‌توانی ببینی | Dr. Mason Hume                                              |                                                          |
| ۱۹۷۰  | تبصره ۲۲ (فیلم)                         | Maj. Major Major                                            |                                                          |
| ۱۹۷۷  | نجات‌دهندگان                             | Bernard                                                     | صداپیشه                                                  |
| ۱۹۸۰  | خانم مارکر کوچک (فیلم ۱۹۸۰)             | Regret                                                      |                                                          |
| ۱۹۹۰  | امدادگران: مأموریت زیرزمینی             | Bernard                                                     | صداپیشه                                                  |
| ۱۹۹۶  | سیمپسون‌ها                               | خودش                                                        | قسمت: "Bart the Fink"                                    |
| ۱۹۹۷  | درون و بیرون                            | Tom Halliwell                                               |                                                          |
| ۲۰۰۳  | لگالی بلاند ۲: قرمز، سفید و بلوند       | Sid Post                                                    |                                                          |
| ۲۰۰۳  | الف (فیلم)                              | Papa Elf                                                    |                                                          |
| ۲۰۱۱  | رئیس‌های وحشتناک                         | Lou Sherman                                                 | cameo                                                    |
| ۲۰۱۳- | تئوری بیگ بنگ                           | فهرست شخصیت‌های تئوری بیگ بنگ / فهرست شخصیت‌های تئوری بیگ بنگ | Recurring                                                |
| ۲۰۱۷  | شلدون جوان                              | Arthur Jeffries / Professor Proton                          | "Pilot"                                                  |

همچنین وی در سریال تئوری بیگ بنگ در چند قسمت مختلف و به عنوان مهمان در نقش پروفسور پروتون بازی کرده است.